# Betina (cantante)
Betina, cuyo nombre es Mercedes Massaguer (Barcelona, España, 6 de enero de 1950) fue una cantante española, muy conocida en los años '60.

## Biografía
Betina nació en Barcelona, España. Fue una de las chicas ye-ye de España, junto a otras cantantes españolas como Silvana Velasco. Estudió varios años en el Conservatorio de Barcelona. Debuta en el programa de radio nacional: Paso a la Juventud, presentado por Federico Gallo.
En 1964, graba su primer disco titulado "Fiesta en mi corazón/ Nuevamente a mi lado". Poco después vendrían sus discos más exitosos, que tuvieron forma de EP, titulado: "La Gente/ En la frescura de la mañana / ¡Ahí Va! / Hay tantos chicos en el mundo", y en el aparecía la canción "Hay tantos chicos en el mundo", con la que fue reconocida en lo internacional.
Zafiro sacó hasta seis discos en un solo año para olvidarse posteriormente de ella y acabando por rescindir el contrato tras más de un año en blanco.
Actúa en Cataluña y de tanto en tanto se deja caer por otras regiones, siempre acompañada por su padre. Después de eso empiezan a apodarla "La Bomba", por su empuje en los escenarios.
Realiza sus primeras actuaciones en catalán. Participa en los festivales de la canción más importantes del momento. Ganó en Benirdom en 1967 con la canción "Entre los dos".
Participó también en el Festival Mediterráneo cantando en catalán un tema de Parera Fons, ocupando el tercer lugar. En 1972, se casó y aseguró que su carrera artística estaba terminando. Se enroló en la orquesta de Janio Martí, una de las más prestigiosas en la ciudad de Condal. Su marido también era músico, por lo que no se retiraría tras diez años de intensa carrera, pero Betina estuvo 30 años recorriendo con sus compañeros, diversos países cantando música de todas las décadas.

## Discografía
- 1964: Fiesta en mi corazón / Nuevamente a mi lado
- 1964: La Gente / En la frescura de la mañana / ¡Ahí Va! / Hay tantos chicos en el mundo
- 1964: Et Pourtant / Mas / Una lágrima en tus ojos / Creo yo
- 1964: Un Étè
- 1964: Un Été / Tu pradera soñada
- 1964: El curso va a empezar / Tu pradera soñada
- 1966: Betina
- 1966: Betina
- 1967: IX Festival de la canción Mediterránea
- 1967: T'Estim i T'Estimaré / Com el vent
- 1967: Marionetas en la cuerda
- 1967: Entre los dos
- 1967: Split 67
- 1968: Congratulations
- 1969: Una Hora Ya / La Lluvia
- 1969: IV Festival de la canción del Atlántico
- 1969: Matilda Licor
- 1970: Betina Group Show
- 1971: Jardín de rosas / Te quiero ver bailar